# 2-氯苯甲醛
2-氯苯甲醛是一种有机化合物，是具有苯甲醛气味的无色晶体或液体，化学式为C7H5ClO。它可由2-氯甲苯的电化学氧化或2-氯二氯甲苯的水解反应得到，在保护气中蒸馏得到纯品。它可用作医药、农药合成的中间体。